# Jánd
Jánd község Szabolcs-Szatmár-Bereg vármegyében, a Vásárosnaményi járásban.

## Fekvése
A vármegye keleti felében, a Beregi-síkságon fekszik, a Tisza jobb partján.
A közvetlen szomszédos települések: északkelet felől Tákos és Csaroda, kelet felől Hetefejércse, délkelet felől Gulács, dél felől Panyola, délnyugat felől Olcsvaapáti, északnyugat felől pedig Vásárosnamény (Gergelyiugornya).
A térség jelentősebb települései közül Vásárosnamény 7, Fehérgyarmat 23, Tarpa és Tivadar 17-17, Kisar 18, a megyeszékhely Nyíregyháza pedig 67 kilométer távolságra található.

### Megközelítése
Közúton csak két útvonalon közelíthető meg, Gergelyiugornya vagy Gulács érintésével, mindkét irányból a 4113-as úton.

## Története
Jánd nevének első említése 1217-ből való, ekkor egy poroszló nevében tűnik fel.
A 14. században a Barlabási család birtoka.
1398-ban Mikai Lőrinc fia Sebestyén, 1410-ben Haraszti Eraszmusz és György, Endesi Pál és János kapták adományba Zsigmond királytól. 1413-ban Perényi Péter főispán birtoka. A Haraszti családbeliek részét később a Sárkány, Dobó, Székely, Czobol és Thúrzó családok szerezték meg.
1546-ban Perényi János, Horváth István és Papos, Eördögh családok birtoka. 1547-ben pedig Perényi Ferenc és Mihály, de birtokaikat I. Ferdinánd elleni hűtlenség miatt elkobozták nagyidai és más uradalmaikkal együtt. 1556-ban a király visszaadta a birtokot Perényi Ferencnek háromezer aranyforint ellenében. 1559-ben Horváth György nyerte el a Hatvani Lajostól elfoglalt részeket királyi adományként. Büdi Mihály is királyi adományként nyer itt részeket.
1567 és 1600 között több kisbirtokos osztozik rajta. Az 1600-as évektől többek között a Halmy, Gulácsi, Tivadari, Hatvani, Telkiházi, Petneházi, dalnoki Székely családoké. 1609-ben Perényi János utódnélküli halála miatt birtokrészeit Daróczi Ferenc kapta királyi adományként. 1641-ben Kércsi Ferenc is szerzett itt birtokot.
1648-tól 1864-ig kb. negyven kisbirtokos osztozott rajta.
Az 1864-es tagosításkor újabb családok, Toldi, Demjén, Simon, Szarka, Illés, Kalmár stb. jutottak földterülethez, így az lassanként fölaprózódott.
Jánd lakossága leginkább növény- és állattenyésztéssel foglalkozott, s foglalkozik ma is.
A Tisza vonalát követő dzsungelgyümölcsösökben és a kertekben sok szilva, az ún. "nemtudom"-szilva terem, aminek fölöslegéből a szeszfőzdében sok pálinkát főznek.
1990-ig  Vásárosnaményhoz tartozott. Azóta  saját önkormányzata van.

## Közélete

### Polgármesterei
- 1990–1994: Kakuk Bertalan (független)[3]
- 1994–1998: Csonka Sándor (SZDSZ)[4]
- 1998–2002: Csonka Sándor (SZDSZ)[5]
- 2002–2006: Csonka Sándor (SZDSZ)[6]
- 2006–2010: Koncz Zoltán Sándor (Fidesz)[7]
- 2010–2014: Koncz Zoltán Sándor (Fidesz–KDNP)[8]
- 2014–2019: Asztalos István László (független)[9]
- 2019–2024: Asztalos István (független)[10]
- 2024– : Szalai Kálmán (Fidesz-KDNP)[1]

## Népesség
A település népességének változása:
| Lakosok száma | 747  | 750  | 778  | 719  | 720  | 720  | 716  |
|               | 2013 | 2014 | 2015 | 2021 | 2022 | 2023 | 2024 |

2001-ben a település lakosságának 82%-a magyar, 18%-a cigány nemzetiségűnek vallotta magát.
A 2011-es népszámlálás során a lakosok 94,6%-a magyarnak, 7,6% cigánynak mondta magát (5,4% nem nyilatkozott; a kettős identitások miatt a végösszeg nagyobb lehet 100%-nál). A vallási megoszlás a következő volt: római katolikus 3,8%, református 74,2%, görögkatolikus 2,1%, felekezeten kívüli 6,5% (10,7% nem válaszolt).
2022-ben a lakosság 93,6%-a vallotta magát magyarnak, 3,5% cigánynak, 0,8% ukránnak, 0,3% németnek, 0,1% bolgárnak, 0,8% egyéb, nem hazai nemzetiségűnek (6,4% nem nyilatkozott; a kettős identitások miatt a végösszeg nagyobb lehet 100%-nál). Vallásuk szerint 3,2% volt római katolikus, 62,4% református, 2,4% görög katolikus, 0,8% egyéb keresztény, 5,3% felekezeten kívüli (25,6% nem válaszolt).

## Nevezetességei
- Református templom
- Millenniumi emlékmű
- I-II. világháborús emlékmű
- Falumúzeum – népi építésű, fatornácos lakóházban.
- Tiszai szabadstrand

## Itt születtek, itt éltek
- Jándi Dávid festő 1893 április 3-án itt született a településen. 1944-ben Nagybányáról deportálták, a deportáló vonatból történő szökése közben lelőtték
- Kakuk Imre (Jánd, 1766-?, 1808) - fatoronyépítő, ácsmester
- Sukta Bertalanné Molnár Erzsébet nívódíjas keresztszemes hímző népi iparművész Jándon született 1945. január 10-én (elhunyt 2021. március 25-én a lakóhelyén, Beregdarócon).

## Érdekességek
- Hollós Korvin Lajos A Vöröstorony kincse (1954) című regényben a település otthont ad a nyolc „jándi kurucnak”.
- Gene Simmons, az amerikai Kiss hard-rock együttes alapító-basszusgitárosának édesanyja, Kovács (Klein) Flóra 1925-ben Jándon született és 2018-ban New York-ban hunyt el.